# Högeruds distrikt
Högeruds distrikt är ett distrikt i Arvika kommun och Värmlands län. Distriktet ligger omkring Botten och Östra Hungsvik i sydvästra Värmland. 

## Tidigare administrativ tillhörighet
Distriktet inrättades 2016 och utgörs av Högeruds socken i Arvika kommun.
Området motsvarar den omfattning Högeruds församling hade vid årsskiftet 1999/2000.

## Tätorter och småorter
I Högeruds distrikt finns en tätort och två småorter.

### Tätorter
- Klässbol (del av)

### Småorter
- Botten
- Östra Hungsvik